# 岐部昌幸
岐部 昌幸（きべ まさゆき、1977年10月9日 - ）は、放送作家・構成作家。吉田正樹事務所所属。血液型はA型。群馬大学社会情報学部卒業。群馬県太田市出身。テレビ番組の構成のほかにも、ワタナベコメディスクールの講師、若手芸人のDVD構成やアンガールズのライブ構成なども手がけている。

## 人物
主にフジテレビの番組構成を担当することが多い。特に『ゲームセンターCX』（以下、GCCX）は関わっている番組の中で彼が一番好きな番組だという。GCCXでは「有野の挑戦」や数々のミニコーナーに不定期に出演。『ハードのエースが出てこない』『ゲーム&ウオッチほっとけないよ』『もったいないカラー』『キャッチコピーをつかまえて…。』『プロジェクトCX』『振り返れば奴がいた』『ゲームセンターMSX』では解説役を担当した。引きこもっていた時期があり、その際にレトロゲームを買ってひたすらプレイし、それがGCCXの仕事に活かされていると語っている。
大のゲーム好きであり、ゲーム機は2008年時点で新旧合わせて21台所有している。上記のミニコーナーでは、それら私物のハードや関連するソフトを番組収録に提供することもある。また、それらハードの中でも特にセガのファンである事を番組内で度々公言し、ミニコーナー出演の際などでも度々セガ側に立った発言をして有野課長（よゐこ）を「なんでセガ側に立つの？（笑）」と言わせて笑いを誘ったり、セガを扱う場面ではその情報量の多さを示した機会も少なくない。その縁もあり、2014年にはセガのメディアミックス企画によるアニメ『Hi☆sCoool! セハガール』の脚本を担当した。
2008年1月24日、「ビーワイルダーズダイアリー 御座敷（現：ガスコインステーション）」のサイトで個人ブログ『キベ宅』を開始。社員でないにもかかわらず同サイトでブログを書いているのは、ガスコイン・カンパニー社長（当時はビーワイルド所属プロデューサー）の菅剛史から頼み込まれたからである。『キベ宅』の名付け親は有野晋哉。
2012年夏頃にゲームセンターCXの番組内にて入籍報告をしている。が、「記録（VTR）に残すと絶対に使われる（公表される）」という理由から、番組の初代ADで後にゲームセンターCX関連で存在感を示した東島真一郎が入籍した時とは違って詳細には触れられなかった。
2014年放送の第184回（「スーパーマリオランド」回）において予定されていた台本の作成を怠ったため、次回以降台本が遅れたら丸坊主の刑に処されることが決定している。
2020年2月27日放送の『勇者ああああ』に登場。
2023年3月4日、ゲームセンターCXのスピンオフ番組『ゲームセンターKBX』から生まれたユニット「あくせく」（accessのパロディ）のメンバーとして、ミニアルバム『BONUS STAGE』でメジャーデビュー。

## 担当番組

### 現在
- ゲームセンターCX（フジテレビ721、現：フジテレビONE）
- シューイチ（日本テレビ）
- 関ジャニ∞の あとはご自由に（フジテレビ）
- 叫叫男子〜金曜深夜のホラーゲーム〜（テレビ朝日）

### 過去
- 考えるヒト
- カワズ君の検索生活
- くるくるドカン〜新しい波を探して〜
- 環境野郎Dチーム
「地球に優しいエコ自慢コンテスト」（第20回）の放送時には自ら出演したが「地球に優しくない」と一蹴された。
- 理由ある太郎（フジテレビ）
- 爆笑レッドシアター（フジテレビ）
- ショーパン（フジテレビ）
- アナ☆ログ（フジテレビ）
- カトパン（フジテレビ）
- ピカルの定理（フジテレビ）
- お笑い登龍門ギャッハ（フジテレビ721）
- 有のめ（BeeTV）
- ゲーセン番長 死闘編 〜いくらのお金でクリアできるか?〜（goomo）
- 正しい空の飛び方（フジテレビ）
- ミオパン（フジテレビ）
- 奥の深道〜同類くんの旅〜（フジテレビ）
- ナニコレ珍百景（テレビ朝日）
- 関ジャニ∞クロニクル（フジテレビ）
- ファミレストーク王決定戦（フジテレビ721）
- 初詣!爆笑ヒットパレード（フジテレビ）
- NIKKEIプラス1をみてみよう(BSジャパン)
- ダウンタウンなう（フジテレビ）
- アップデート大学（テレビ朝日）
- Disney Time(ディズニータイム)（テレビ東京）
- 勇者ああああ〜ゲーム知識ゼロでもなんとなく見られるゲーム番組〜（テレビ東京）

## 作品

### 映画
- なくもんか（漫才台本を担当）
- ゲームセンターCX THE MOVIE 1986 マイティボンジャック（脚本協力）

### アニメ
- Hi☆sCoool! セハガール（脚本）
- イケメン戦国◆時をかけるが恋ははじまらない（シリーズ構成）

### オリジナルDVD
- ザ・ゲームメーカー 〜サンソフト編〜 （構成）
- ザ・ゲームメーカー 〜ジャレコ編〜 （構成）
- ザ・ゲームメーカー 〜アイレム編〜 （構成）
- ザ・ゲームメーカー 〜タイトー編〜 （構成・出演）
- 草津・伊香保ミステリー案内 霹靂の群青歌留多（脚本）

### ゲーム
- 行列のできる法律相談所（開発協力）

### 書籍
- ボクはファミコンが欲しかったのに（2014年2月13日、廣済堂出版。ISBN 978-4331059647)[2]
- 世にもふしぎなゲームの物語 (2015年8月28日、廣済堂出版。ISBN 978-4331059708)[3]
- ゲームセンターCX 作家岐部の挑戦 (2018年10月12日、KADOKAWA。ISBN 978-4048939416)
- ナゾロリ : まじめにふまじめ×ミステリー : かなしみのデカもりチャーハン事件（原ゆたか 原作、花小金井正幸 絵、2023年4月、ポプラ社。ISBN 978-4-591-17725-9）

### 連載
- いまさら新作メガドライブソフトプロデュース計画（2016年、ドワンゴ「電ファミ」）[3][4]

## 出演番組
- 山本耕史“スイートJAM”（2008年2月7日(＃19)のVTR出演）
- お笑いゲームネタNo.1決定戦 ゲームネタグランプリ（2022年3月12日・2023年3月18日、YouTube「ファミ通TUBE」）審査員[5]

## その他
- ゲームセンターCXができるまで（『ゲームセンターCX3』収録で原作を岐部が担当）